# Tosacantha atmocyma
Tosacantha atmocyma là một loài bướm đêm trong họ Noctuidae.